# 미도노주쿠

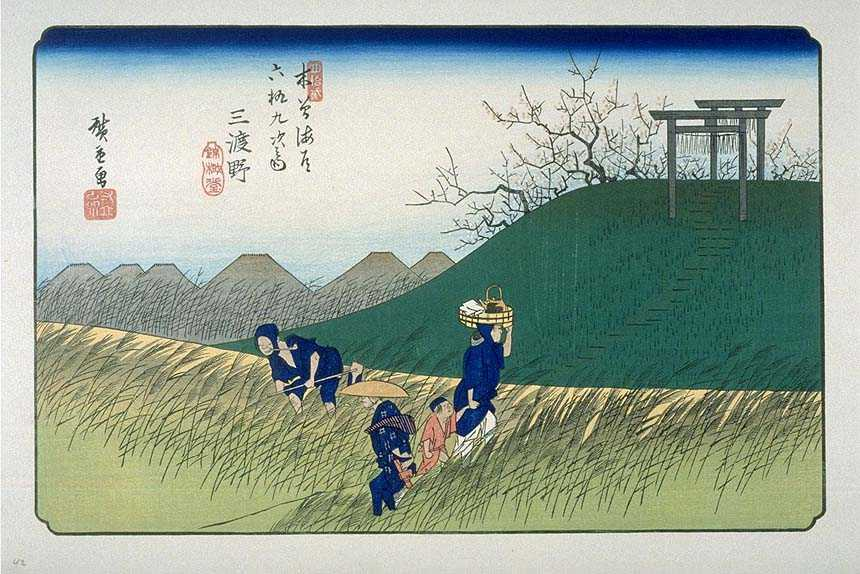
우타가와 히로시게 「키소 카이도 육십구차・미도노」

미도노주쿠(일본어: 三留野宿 みどのじゅく[*])는 나카센도 41번째 슈쿠바 (→나카센도 육십구차)이다. 나가노현 기소군 나기소정에 위치해있다. 메이지 시대의 대화재로 거리가 없어지고 말았지만, 에도 시대에는 츠마고주쿠와 함께 번성했던 슈쿠바마치였다.

## 특징
덴포 14년 (1843년)의 『中山道宿村大概帳』에 의하면, 미도노주쿠의 슈쿠 내 집 수는 77채, 그 중 본진 1채, 와키혼진 1채, 여관 32채로, 슈쿠 내 인구는 594명이었다.
나기소역의 북쪽이 당시의 슈쿠바 마을의 중심이었지만, 1881년 (메이지 15년)의 대화재로 많은 건물이 소실됨과 동시에 철도가 개통되면서 현재는 역 주변으로 마을이 형성 되었다.

## 대중교통
- JR츄오 본선 나기소역

## 사적ㆍ볼거리
- 우다츠 가옥
- 누리야즈쿠리 가옥
- 혼진 터 - 메이지 천황 행재소기념비가 서있다.
- 토가쿠지

츠마고주쿠까지의 사적ㆍ볼거리
- 소노하라 선생 비
- SL공원
- 후리소데마츠 - 키소 요시나카ㆍ토모에고젠 연고의 소나무
- 투구관음 - 경내에 요시나카의 걸상석이 있다
- 카미쿠보 이치리즈카
- 시로야마 찻집
- 츠마고성 터

## 근처 슈쿠바

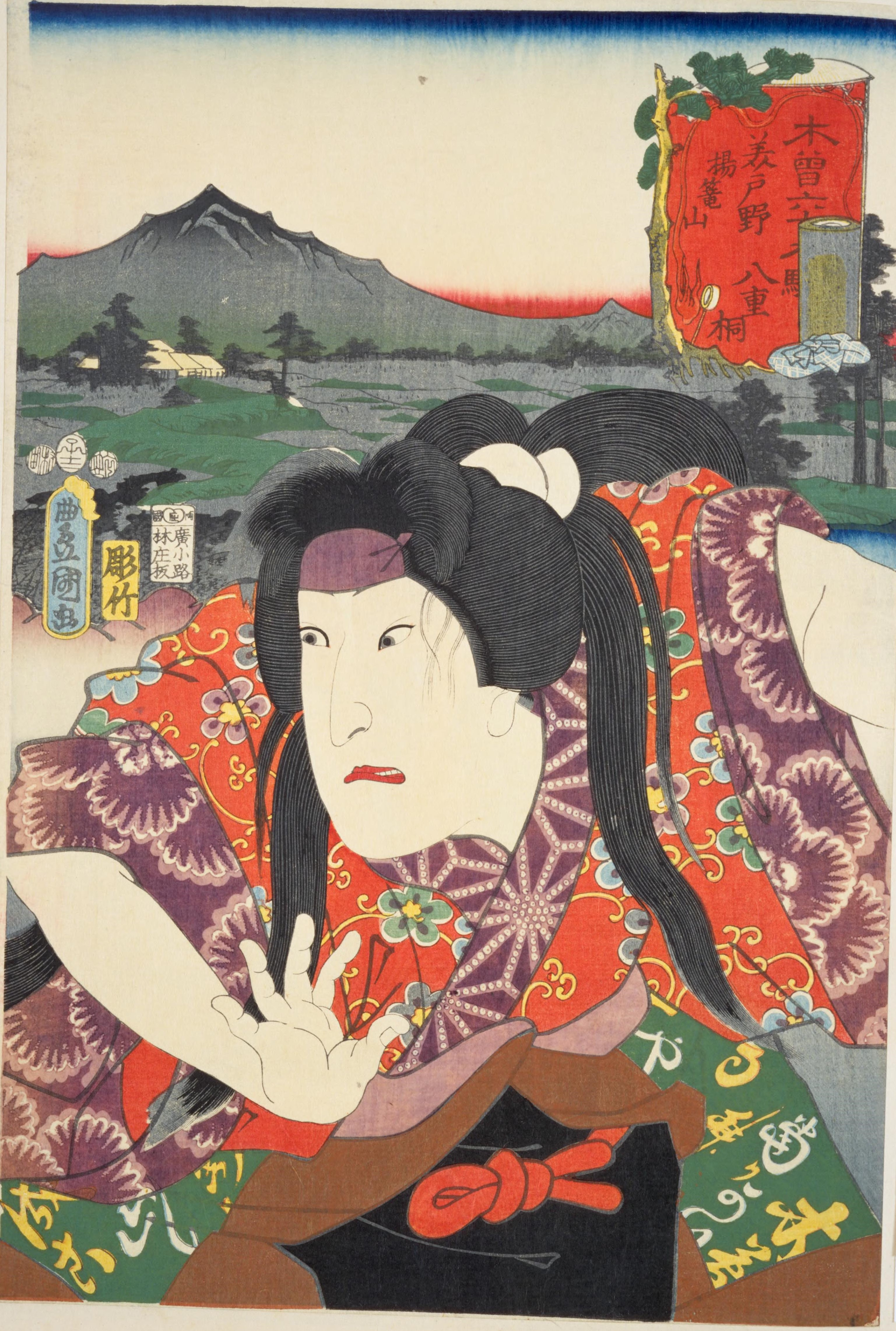
3대 우타가와 토요쿠니 「키소 가도 육십구역 美戸野揚籠山・오기노 야에기리」

- 나카센도

노지리주쿠 - 미도노주쿠 - 츠마고주쿠

## 같이 보기

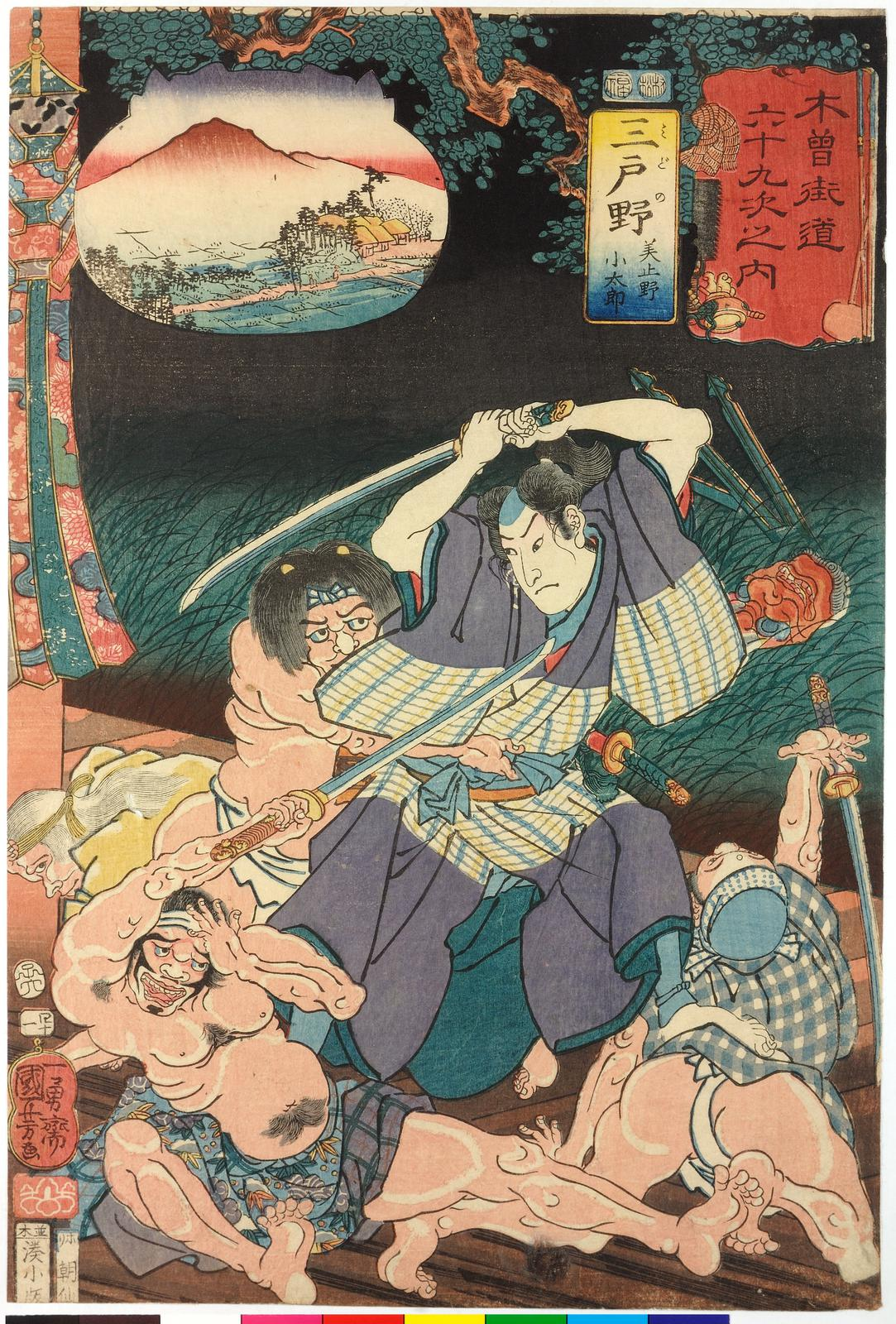
우타가와 쿠니요시 「키소 가도 육십구차 내 미도노 美止野小太郎(가부키 오구리 판관의 등장인물)」

- 키소 가도 십일 슈쿠
  - 니에카와주쿠
  - 나라이주쿠
  - 야부하라주쿠
  - 미야노코시주쿠의 상사숙(上四宿)
  - 후쿠시마주쿠
  - 아게마츠주쿠
  - 스하라주쿠의 중삼숙(中三宿)
  - 노지리주쿠
  - 츠마고주쿠
  - 마고메주쿠의 하사숙(下四宿)